# Championnat d'Italie de rugby à XV 1982-1983
Navigation
Serie A 1981-1982 Serie A 1983-1984
Le Championnat d'Italie de rugby à XV 1982-1983 oppose les seize meilleures équipes italiennes de rugby à XV. Le championnat débute en 1982 et se termine en 1983.
Comme l'année précédente, 16 équipes participent à ce championnat, mais selon une formule simplifiée avec 2 groupes de huit clubs chacun. Les 4 premiers disputent le tour final et les 4 derniers la poule de relégation.
Pour la 1re fois, Trévise remporte le championnat sous les couleurs de Benetton et devient ainsi la 1re équipe à remporter trois titres avec 3 sponsors différents.

## Équipes participantes
Les seize équipes sont les suivantes :
| - Amatori Catane - Scavolini L'Aquila - Benetton Rugby Trévise - Imeva Bénévent - Lattespondi Calvisano - Americanino Casale - CUS Genova Vagabond - CUS Roma | - Lyons RDB - MAA Assicurazioni Milano - Ceci Noceto - Parma - Petrarca Padoue - Oliosigillo Rugby Roma - Sanson Rovigo - San Donà Fracasso |

### Phase de groupe

#### Groupe A
| Rang | Club                | J  | V  | N | D  | Pm  | Pe  | Diff | Pts |
| ---- | ------------------- | -- | -- | - | -- | --- | --- | ---- | --- |
| 1    | L'Aquila Rugby (T)  | 14 | 11 | 0 | 3  | 304 | 112 | +192 | 22  |
| 2    | Rugby Parma         | 14 | 11 | 0 | 3  | 247 | 154 | +93  | 22  |
| 3    | San Donà Fracasso   | 14 | 10 | 1 | 3  | 282 | 179 | +103 | 21  |
| 4    | Rugby Rovigo        | 14 | 8  | 2 | 4  | 288 | 144 | +144 | 18  |
| 5    | Imeva Bénévent      | 14 | 6  | 1 | 7  | 149 | 271 | -122 | 13  |
| 6    | CUS Genova Vagabond | 14 | 4  | 0 | 10 | 148 | 279 | -131 | 8   |
| 7    | Lyons RDB           | 14 | 3  | 0 | 11 | 127 | 287 | -160 | 6   |
| 8    | Rugby Rome          | 14 | 1  | 0 | 13 | 135 | 254 | -119 | 2   |

|  | Qualifiés pour le tour final (no 1, no 2, no 3, no 4) |
|  | T : tenant du titre 1982                              |

Attribution des points :  victoire : 2, match nul : 1, défaite : 0.

#### Groupe B
| Rang | Club                     | J  | V  | N | D  | Pm  | Pe  | Diff | Pts |
| ---- | ------------------------ | -- | -- | - | -- | --- | --- | ---- | --- |
| 1    | Petrarca Padoue          | 14 | 13 | 0 | 1  | 263 | 88  | +175 | 26  |
| 2    | Benetton Trévise         | 14 | 9  | 1 | 4  | 373 | 141 | +232 | 19  |
| 3    | Amatori Catane           | 14 | 7  | 3 | 4  | 193 | 70  | +123 | 17  |
| 4    | MAA Assicurazioni Milano | 14 | 8  | 1 | 5  | 230 | 281 | -51  | 17  |
| 5    | Rugby Calvisano          | 14 | 5  | 1 | 8  | 112 | 257 | -145 | 11  |
| 6    | CUS Roma                 | 14 | 4  | 1 | 9  | 150 | 214 | -64  | 9   |
| 7    | Ceci Noceto              | 14 | 3  | 1 | 10 | 137 | 289 | -152 | 7   |
| 8    | Americanino Casale       | 14 | 3  | 0 | 11 | 148 | 266 | -118 | 6   |

|  | Qualifiés pour le tour final (no 1, no 2, no 3, no 4) |

Attribution des points :  victoire : 2, match nul : 1, défaite : 0.

### Tour final
| Rang | Club                     | J  | V  | N | D  | Pm  | Pe  | Diff | Pts |
| ---- | ------------------------ | -- | -- | - | -- | --- | --- | ---- | --- |
| 1    | Benetton Trévise         | 14 | 13 | 0 | 1  | 390 | 98  | +292 | 26  |
| 2    | L'Aquila Rugby           | 14 | 12 | 1 | 1  | 315 | 111 | +204 | 25  |
| 3    | Petrarca Padoue          | 14 | 8  | 1 | 5  | 197 | 144 | +53  | 17  |
| 4    | San Donà Fracasso        | 14 | 6  | 1 | 7  | 176 | 178 | -2   | 13  |
| 5    | Amatori Catane           | 14 | 5  | 2 | 7  | 168 | 304 | -136 | 12  |
| 6    | Rugby Rovigo             | 14 | 3  | 2 | 9  | 148 | 229 | -81  | 9   |
| 7    | Rugby Parma              | 14 | 3  | 1 | 10 | 129 | 235 | -106 | 7   |
| 8    | MAA Assicurazioni Milano | 14 | 1  | 2 | 11 | 120 | 353 | -233 | 4   |

|  | Vainqueur (no 1) |

Attribution des points :  victoire : 2, match nul : 1, défaite : 0.

## Tour relégation
| Rang | Club                | J  | V | N | D | Pm  | Pe  | Diff | Pts |
| ---- | ------------------- | -- | - | - | - | --- | --- | ---- | --- |
| 1    | Rugby Calvisano     | 14 | 9 | 0 | 5 | 213 | 138 | +75  | 18  |
| 2    | Ceci Noceto         | 14 | 9 | 0 | 5 | 203 | 195 | +8   | 18  |
| 3    | Rugby Rome          | 14 | 8 | 1 | 5 | 235 | 169 | +66  | 17  |
| 4    | Lyons RDB           | 14 | 7 | 1 | 6 | 143 | 139 | +4   | 15  |
| 5    | Americanino Casale  | 14 | 7 | 0 | 7 | 167 | 191 | -24  | 14  |
| 6    | Imeva Bénévent      | 14 | 6 | 0 | 8 | 170 | 183 | -13  | 12  |
| 7    | CUS Roma            | 14 | 4 | 1 | 9 | 185 | 239 | -54  | 9   |
| 8    | CUS Genova Vagabond | 14 | 4 | 1 | 9 | 166 | 211 | -45  | 9   |

|  | Relégués (no 5, no 6, no 7, no 8) |

Attribution des points :  victoire : 2, match nul : 1, défaite : 0.

### Vainqueur
| Entraîneur | Entraîneur             | Enzo "Ciodo" De Cristoforo                                |
| Avants     | Pilier                 | M. Francescato, Meneghello, Pederiva, Saccocci, Trevisiol |
| Avants     | Talonneur              | Jannone, Zanatta                                          |
| Avants     | Deuxième ligne         | Corbanese, Feletti, Ganga, Pavin, Spagnoli                |
| Avants     | Troisième ligne aile   | Fanton, Franchin, Zavan                                   |
| Avants     | Troisième ligne centre | Benetton                                                  |
| Arrières   | Demi de mêlée          | Casagrande                                                |
| Arrières   | Demi d'ouverture       |                                                           |
| Arrières   | Centre                 |                                                           |
| Arrières   | Ailier                 |                                                           |
| Arrières   | Arrière                | Tesser                                                    |